# Anahita faradjensis
Anahita faradjensis är en spindelart som beskrevs av Roger de Lessert 1929. Anahita faradjensis ingår i släktet Anahita och familjen Ctenidae.
Artens utbredningsområde är Kongo. Inga underarter finns listade i Catalogue of Life.